# Grata recordatio
Grata recordatio ('Com alegre recordação') foi a terceira encíclica publicada pelo Papa João XXIII, e foi publicada em 26 de setembro de 1959. Exorta o uso do Rosário no mês de outubro, seguindo a tradição de fazê-lo pelo Papa Leão XIII. 